# Северное сельское поселение (Ростовская область)
Северное сельское поселение — муниципальное образование в Зимовниковском районе Ростовской области.
Административный центр поселения — хутор Гашун.

## География
Северное сельское поселение располагается на северо-востоке Зимовниковского района Ростовской области.
Общая площадь муниципального образования составляет 302,97 кв. км. Расстояние от хутора Гашун до районного центра ― села Зимовники ― 20 км.

## История
Железнодорожная станция Гашун была основана в 1899 году в 18 км к северу от села Зимовники. В последующие годы здесь появляется вокзал, водонапорная башня и дома для служащих железной дороги.
В первой половине 1910-х годов рядом со станцией возникают хутора Новорубашкин и Старорубашкин. Здешние края с обширными лугами и запасами пресной воды, а также близко находящаяся железная дорога привлекают крестьян-переселенцев из центральных губерний Российской империи.
В 1920-х годах образовывается стараниями переселенцев из Украины хутор Ульяновский.
В 1930 году начинает свою работу Гашунский железнодорожный сельский совет. Примерно тогда же в Гашуне проводится первый телефонный кабель, появляется первая начальная школа, а в 1939 году открывается и первая семилетняя школа.
Население местных хуторов, как в прошлом, так и на данный момент, занято в сфере сельского хозяйства. Промышленных предприятий в сельском поселении нет.

## Административное устройство
В состав Северного сельского поселения входят:
- хутор Гашун;
- хутор Власовский;
- хутор Ивановский;
- хутор Новобарабанщиков;
- хутор Новорубашкин;
- хутор Русско-Садовский;
- хутор Старорубашкин;
- хутор Ульяновский.

## Население
| 2006  | 2007  | 2008  | 2009  | 2010  | 2011  | 2012  |
| ----- | ----- | ----- | ----- | ----- | ----- | ----- |
| 1712  | ↗1758 | ↗1775 | ↘1765 | ↘1736 | →1736 | ↗1743 |
| 2013  | 2014  | 2015  | 2016  | 2017  | 2018  | 2019  |
| ↗1759 | ↗1774 | ↗1776 | ↗1785 | ↗1789 | ↘1784 | ↘1736 |
| 2020  | 2021  |       |       |       |       |       |
| ↘1702 | ↘1675 |       |       |       |       |       |